# André Morel
André Morel (ur. 3 sierpnia 1884 roku w Troyes, zm. 5 października 1961 roku w Vaulx-en-Velin) – francuski kierowca wyścigowy.

## Kariera
W swojej karierze wyścigowej Morel poświęcił się startom w wyścigach Grand Prix oraz w wyścigach samochodów sportowych. W latach 1924-1925, 1938-1939, 1949-1952 Francuz pojawiał się w stawce 24-godzinnego wyścigu Le Mans. Pierwszy raz dojechał do mety w sezonie 1938, kiedy to stanął na najniższym stopniu podium w klasie piątej, co było równoznaczne z trzecią pozycją w klasyfikacji generalnej. W sezonie 1952 odniósł zwycięstwo w klasie S/C.